# غلام
غلام (به انگلیسی: The page) واژه‌ای عربی متضاد با کنیز در زنان است و به معنای برده با خدمتکار مذکر می‌باشد. غلام به مردانی گفته می‌شد که از کودکی تا جوانی به خدمت‌گزاری یا جنگاوری سلاطین می‌پرداختند و گاه مقام‌های به بالایی نیز می‌رسیدند. در گذشته برخی سیاه پوستان غلام یا به اصطلاح برده و خدمتکار سفید پوستان بودند. هر چقدر ارزش غلامان از نظر زور بازو و مهارت و دانش بیشتر باشد ارزش بیشتری دارند. در گذشته شغل برده فروشی از آفریقا به امریکا بسیار پر رونق بوده است. 

## تعریف
غلام مفهوم پسر نوجوانی بین سنین ۱۴ تا ۲۱ سال را می‌رساند. به خدمتکار مذکر کوچکتر صبی و به خدمتکار بزرگتر شاب گفته می‌شد.

## تاریخچه
در دربار پادشاهان سامانی و سلاطین غزنوی، غلامانی که به کارهای ساده‌ای مانند ساقی‌گری، آبداری، شربت‌داری، جامه‌داری، رکابداری و اسلحه‌داری می‌پرداختند، غلامان «سراپا سرایی» نامیده می‌شدند.

## تربیت غلام
از اولین روز خدمت غلام تا پیری او، تربیت غلام با ترتیب خاصی پیگیری می‌شده‌است. در سال اول غلام اجازه سواری نداشته و پیاده خدمت می‌کرده‌است. پس از یک سال، با تصویب حاجب، به غلام اسب و لگام و تسمه می‌داده‌اند. در سال سوم غلام اجازه داشته که خنجری ببندد و در سال چهارم، قبا و گرزی به وی می‌داده‌اند. از آن پس غلام به رتبه «وثاق باشی» ارتقا یافته و غلامانی زیر نظر او کار می‌کرده‌اند. مراتب بعدی ترقی غلام، «خیل باشی» و سرانجام «حاجب» بوده‌است. گاه حاجب اگر لیاقت داشت، در ۳۵ سالگی به امیری می‌رسید.

## عشق به غلام
شاهان و اربابان به غلام‌های زیبا روی خود که از ۱۴ سال به بالا بودن و زیبای داشتن علاقه شدیدی داشتن و با آنان عشق بازی  داشتند و بیشتر این غلامان را از طریق غرامت‌های جنگی به دست می‌آوردند مانند جنگ‌های که در دوران قاجار روی داد و شاهان قاجار غلامان زیادی داشتند و بسیار از عراب نیز غلام داشتند که غلام‌های خود را از جنگ‌ها به دست می‌آوردند.

## غلامان مشهور
از میان غلامان غزنوی این افراد به امیری و سپهسالاری رسیدند.
- آلپ‌تگین
- سبکتکین
- ملک ایاز
- غلام نوشادی